# سحام الترنشول
سُحام التَّرَنْشُول هو أحد مسببات الأمراض الفطرية الكبيرة الحلقية وذاتية المسكن التي تسبب الصدأ على دوار الشمس. يُعرف أيضًا باسم الصدأ الشائع و الصدأ الأحمر لدوار الشمس.